# Meridian (comtat de Logan)
Meridian és un poble del Comtat de Logan, a l'estat d'Oklahoma, als Estats Units d'Amèrica.

## Demografia
Segons el cens dels Estats Units del 2000 Meridian tenia 54 habitants, 23 habitatges, i 14 famílies. La densitat de població era de 104,2 habitants per km².
Dels 23 habitatges en un 17,4% hi vivien nens de menys de 18 anys, en un 43,5% hi vivien parelles casades, en un 13% dones solteres, i en un 34,8% no eren unitats familiars. En el 34,8% dels habitatges hi vivien persones soles el 17,4% de les quals corresponia a persones de 65 anys o més que vivien soles. El nombre mitjà de persones vivint en cada habitatge era de 2,35 i el nombre mitjà de persones que vivien en cada família era de 3,07.
Per edats la població es repartia de la següent manera: un 25,9% tenia menys de 18 anys, un 1,9% entre 18 i 24, un 25,9% entre 25 i 44, un 20,4% de 45 a 60 i un 25,9% 65 anys o més.
L'edat mediana era de 37 anys. Per cada 100 dones de 18 o més anys hi havia 122,2 homes.
La renda mediana per habitatge era de 25.500 $ i la renda mediana per família de 26.000 $. Els homes tenien una renda mediana de 29.167 $ mentre que les dones 25.893 $. La renda per capita de la població era de 9.056 $. Entorn del 28,6% de les famílies i el 25,9% de la població estaven per davall del llindar de pobresa.